# Остроподолянское
Остроподолянское (укр. Гостроподолянське) — село в Скадовской городской общине Скадовского района Херсонской области Украины.
В 2022 году, во время вторжения России в Украину, село было захвачено. На данный момент находится под российской оккупацией.
Почтовый индекс — 75730. Телефонный код — 5537. Код КОАТУУ — 6524785003.

## Население
Население по переписи 2001 года составляло 336 человек.

### Языковой состав
Родной язык населения по данным переписи 2001 года:
| Язык       | Численность, чел. | Доля     |
| ---------- | ----------------- | -------- |
| Украинский | 307               | 91,37 %  |
| Армянский  | 21                | 6,25 %   |
| Русский    | 8                 | 2,38 %   |
| Итого      | 336               | 100,00 % |

## Местный совет
75730, Херсонская обл., Скадовский р-н, с. Широкое, ул. Ладичука, 29